# De sambaballensamba
De sambaballensamba is een single van André van Duin. Het is niet afkomstig van een reguliere elpee van Van Duin.
De sambaballensamba is de eerste single die geheel door André van Duin zelf geschreven is. Zowel de A als B-kant Ik bijt op een houtje kwam van zijn hand. Job Maarse gaf leiding aan het begeleidende orkest. Bert Schouten was destijds al een aantal jaren de vaste muziekproducent van Van Duin. De sambaballensamba had als carnavalskraker van 1975 concurrentie van Marietje (want in het bos daar zijn de jagers) van Hydra en De liefde van de man gaat door de maag van Ria Valk. Overigens heeft Van Duin het niet alleen over de sambabal, officieel maraka genaamd, met samba, maar hij schakelde ook hier en daar over naar sambal.

## Hitnotering
Het verloop in de hitparade was typisch voor een carnavalhit, in korte tijd een hoge notering halen en eveneens in korte tijd weer uit die hitparade.

### Nederlandse Top 40
Hier benoemden ze de single eerst tot alarmschijf.
| Positie: | 15 | 6 | 4 | 4 | 10 | 29 | uit |

### NederlandseNationale Hitparade
| Positie: | 11 | 4 | 2 | 15 | 21 | uit |